# Kohta 18
Kohta 18 è un film del 2012 diretto da Maarit Lalli.
La sceneggiatura del film è stata scritta dalla regista insieme al figlio Henrik Mäki-Tanila, che è anche uno degli attori protagonisti del film, il quale ha affermato che alcune parti delle storie sono tratte dalle sue esperienze da adolescente, nonché dalla vita dei suoi amici.

## Trama
Kohta 18 racconta sei storie di cinque ragazzi adolescenti ai margini dell'età adulta. Karri, Pete, André, Akseli e Joni stanno affrontando gli stessi problemi di ogni altro giovane; paure e speranze per il futuro, disillusioni e problemi con i genitori.

## Accoglienza
Il film ha ricevuto recensioni contrastanti e positive. Alcuni critici non sono rimasti colpiti dal lavoro del cast per lo più dilettante,  mentre altri si sono complimentati con Lalli per aver creato un ritratto sinceramente onesto e autentico di quello che dovrebbe essere un giovane adulto in Finlandia nel 2012.
Harri Närhi di City ha notato che i cineasti sono innamorati dei loro personaggi e quindi fanno sentire lo spettatore allo stesso modo. Tarmo Poussu di Ilta-Sanomat è stato più riservato, scrivendo che mentre il film sta creando situazioni credibili, non riesce ad espanderle in storie.

## Riconoscimenti[7]
- 2012 - Tallinn Black Nights Film Festival
  - Nomination Miglior film
- 2013 - Jussi Awards[8]
  - Miglior film
  - Miglior regista
  - Miglior sceneggiatura
  - Nomination Miglior attrice non protagonista
  - Nomination Miglior fotografia
  - Nomination Miglior montaggio
- 2013 - Zlín International Film Festival for Children and Youth
  - Nomination Miglior film di debutto europeo